# Ardmore (Whiskybrennerei)
Ardmore ist eine Whiskybrennerei bei Kennethmont, Aberdeenshire, Schottland. Die Brennereigebäude sind in den schottischen Denkmallisten in die Kategorie B einsortiert.

## Geschichte
Die Brennerei am Ortsrand von Kennethmont wurde 1898 durch Adam Teacher gegründet. 1955 wurde sie von zwei auf vier und 1974 von vier auf acht Brennblasen erweitert. 1976 übernahm Allied Breweries die Firma William Teacher & Sons und damit die Brennerei und schloss die Mälzerei. Allied Breweries wurde 1987 nach der Übernahme von Hiram Walker zu Allied Distillers und 1993, nach der Übernahme von Pedro Domecq, zu Allied Domecq. Am 5. Juli 2005 übernahm der Spirituosenkonzern Pernod Ricard Allied Domecq und damit auch die Destillerie. Diese mussten sich aber, um die Auflagen des Kartellamtes zu erfüllen, von Ardmore trennen, so dass nun Beam Global Spirits & Wine, eine Tochter von Fortune Brands, der neue Eigentümer der Brennerei und der zu ihr gehörenden Küferei ist. Im Januar 2014 wurde die Übernahme von „Beam Global“ durch den japanischen Getränkekonzern Suntory bekannt. Damit geht auch Ardmore in den Besitz des japanischen Konzerns über. Bis ca. ins Jahr 2000 wurden die Brennblasen noch direkt mit Kohle befeuert.
Von 1817 bis 1835 gab es auf der Insel Islay schon einmal eine, von Archibald Campbell gegründete, Destillerie gleichen Namens. Diese war von 1821 bis 1823 geschlossen und wurde 1837 mit Lagavulin zusammengelegt. Sie hat keinerlei Bezug zu der heutigen Ardmore-Brennerei.

## Produkte
| Name                     | Typ         | Alter     | Vol.-% | seit | bis  | Finish       | Bemerkung                                                    |
| ------------------------ | ----------- | --------- | ------ | ---- | ---- | ------------ | ------------------------------------------------------------ |
| Ardmore Traditional Cask | Single Malt | o. Angabe | 46 %   |      |      | Quarter-Cask | nicht kaltfiltriert                                          |
| Ardmore                  | Single Malt | 25 Jahre  | 51,4 % | 2008 |      |              |                                                              |
| Ardmore                  | Single Malt | 30 Jahre  | 53,7 % | 2009 | 2009 |              | Sonderabfüllung für den amerikanischen Markt, 1.428 Flaschen |
| Ardmore Legacy           | Single Malt | o. Angabe | 40 %   | 2014 |      | Quarter-Cask |                                                              |
| Ardmore Port Wood Finish | Single Malt | 12 Jahre  | 46 %   |      |      | Port Wood    | Rauchgehalt: 12 PPM                                          |

Neben wenigen offiziellen Destillerie-Abfüllungen existieren auch einige von unabhängigen Abfüllern. Hauptsächlich produziert Ardmore für Blends. Hauptabnehmer ist der hauseigene Teacher's.
Das Wasser der zur Council Area Highland gehörenden Brennerei stammt aus Quellen am Knockandy Hill. Sie verfügt über einen Maischbottich (12,5 t) aus Edelstahl und 14 hölzerne Gärbottiche (je 90.000 l) aus Douglasienholz. Destilliert wird in vier wash stills (je 15.000 l) und vier spirit stills (je 15.000 l) die bis April 2001 durch Kohle erhitzt wurden, inzwischen wird Dampf benutzt.